# Хорионический гонадотропин
Хориони́ческий гонадотропи́н (ХГ, ХГЧ) — гормон, который начинает вырабатываться тканью хориона после имплантации эмбриона — уже на 6—8-й день после оплодотворения яйцеклетки и является одним из важнейших показателей наличия и благополучного развития беременности. Относится к гонадотропным гормонам наряду с лютеинизирующим и фолликулостимулирующим, но отличается от них по аминокислотной последовательности. Начинает продуцироваться с первых часов беременности и возрастает в несколько тысяч раз к 7—11-й неделе, затем постепенно снижается.
На качественном анализе наличия β-субъединицы хорионического гонадотропина в моче основан тест на беременность. Снижение уровня ХГ в крови во время беременности или замедление его роста может говорить о спонтанном выкидыше или внематочной беременности.
У мужчин и небеременных женщин появление хорионического гонадотропина в крови может быть признаком опухоли, выделяющей этот гормон.

## Химическая структура
Хорионический гонадотропин по химическому строению является гликопротеином, состоящим из двух субъединиц: альфа и бета, соединенных нековалентно. α-субъединица ХГ полностью гомологична α-субъединицам лютеинизирующего, фолликулостимулирующего и тиреотропного гормонов. β-субъединица ХГ уникальна именно для этого гормона и отличает его от ЛГ, ФСГ и ТТГ.
Хорионический гонадотропин состоит из 237 аминокислот и имеет молекулярную массу 36,7 килодальтон.

## Биологические свойства
Хорионический гонадотропин обладает биологическими свойствами как ЛГ, так и ФСГ, и связывается с обоими типами рецепторов к гонадотропинам, но лютеинизирующая активность у ХГ значительно преобладает над фолликулостимулирующей. ХГ по лютеинизирующей активности значительно превосходит «обычный» ЛГ, производимый передней долей гипофиза.
Именно благодаря секреции значительных количеств ХГ плацентой плода жёлтое тело, в норме существующее около 2 недель в течение каждого менструального цикла, у беременных не подвергается рассасыванию и остается функционально активным в течение 10-12 недель, до того момент пока плацента не будет в состоянии сама вырабатывать эстроген и прогестерон. Причём жёлтое тело у беременных под влиянием ХГ производит очень большие количества прогестерона, физиологически невозможные в норме в небеременном организме. Также ХГ стимулирует продукцию эстрогенов и слабых андрогенов фолликулярным аппаратом яичников.
В некоторой степени ХГ также обладает, по-видимому, кортикотропными свойствами, повышая стероидогенез в коре надпочечников и способствуя функциональной гиперплазии коры надпочечников у беременной. Повышение секреции глюкокортикоидов под влиянием ХГ может играть роль в механизмах адаптации организма беременной к стрессу, каким является беременность, а также обеспечивает физиологическую иммуносупрессию, необходимую для развития генетически наполовину чужеродного организма внутри матки. Гипофизарные гонадотропины кортикотропными свойствами не обладают.
Хорионический гонадотропин также играет роль в развитии и поддержании функциональной активности самой плаценты, улучшает её трофику и способствует увеличению количества ворсин хориона.
В небеременном организме в норме ХГ отсутствует, однако он часто производится различными злокачественными опухолями (эктопическая продукция ХГ).
Введение экзогенного ХГ у женщин в середине цикла вызывает, помимо увеличения продукции эстрогенов и прогестерона в яичниках, овуляцию, а затем лютеинизацию лопнувшего фолликула и в дальнейшем поддерживает функцию жёлтого тела.
У мужчин экзогенный ХГ стимулирует сперматогенез и продукцию половых гормонов.
Аптечный тест на беременность основан на определении наличия хорионического гонадотропина в моче. Более точным является количественное определение ХГЧ в крови.

## Интерпретация результатов
Повышение ХГЧ может быть признаком серьёзных заболеваний у небеременных женщин и у мужчин:
- опухоли яичек
- опухолевые заболевания желудочно-кишечного тракта
- инвазия свиного цепня
- новообразования легких, почек, матки
- пузырный занос, рецидив пузырного заноса
- хорионкарцинома

Низкий ХГЧ у беременных женщин может означать неправильную постановку срока беременности или быть признаком серьёзных нарушений:
- внематочная беременность
- неразвивающаяся беременность
- задержка в развитии плода
- угроза самопроизвольного аборта (пониженный ХГЧ более чем на 50 %)
- хроническая плацентарная недостаточность
- истинное перенашивание беременности
- гибель плода (во II—III триместре беременности).

Повышенный ХГЧ у беременных женщин может означать неправильную постановку срока беременности или быть признаком:
- многоплодной беременности (прямо пропорционально количеству развивающихся плодов)
- хромосомных аномалии плода (при пониженном уровне PAPP-A)
- в случае сахарного диабета у матери
- при развитии гестоза
- в случаях применения синтетических гестагенов.

## Нормы ХГЧ
Нормы в зависимости от лаборатории могут различаться, но имеют примерно следующий вид:
Мужчины и небеременные женщины 0 — 5
У беременных женщин:
| Срок (от зачатия) | Уровень ХГЧ, мЕд/мл |
| 1—2 недели        | 25—155              |
| 2—3 недели        | 101—4870            |
| 3—4 недели        | 1110—31500          |
| 4—5 недель        | 2560—82300          |
| 5—6 недель        | 23100—151000        |
| 6—7 недель        | 27300—233000        |
| 7—11 недель       | 20900—291000        |
| 11—16 недель      | 6140—103000         |
| 16—21 неделя      | 4720—80100          |
| 21—39 недель      | 2700—78100          |

Ложноотрицательные результаты (необнаружение ХГЧ при беременности):
- тест проведен слишком рано;
- внематочная беременность.